# Wanna Be a Dreammaker
Singles de Globe
Love Again
(1998) Sa Yo Na Ra
(1998)
Wanna Be a Dreammaker (titré wanna Be A Dreammaker) est le 13e single de Globe.

## Présentation
Le single, coécrit, composé et produit par Tetsuya Komuro, sort le 2 septembre 1998 au Japon sur le label Avex Globe de la compagnie Avex, au format mini-CD single de 8 cm de diamètre (alors la norme pour les singles dans ce pays), cinq mois après le précédent single du groupe, Love Again. C'est le premier d'une série de quatre singles qui sortiront en l'espace d'un mois dans le cadre d'une opération intitulée Brand New Globe 4 Singles ; il sera suivi de Sa Yo Na Ra, Sweet Heart, et Perfume of Love.
Le single atteint la première place du classement des ventes de l'Oricon, et reste classé pendant douze semaines. Il se vend à plus de 500 000 exemplaires, ce qui en fait le single le plus vendu de la série de quatre ; il restera le neuvième single le plus vendu du groupe. Il se voit décerner en fin d'année le grand prix du disque de la Japan Composer's Association lors de la cérémonie des 40th Japan Record Awards (en).
La chanson-titre du single a été utilisée comme thème musical pour une publicité pour la compagnie Nisseki ; sa version instrumentale figure aussi sur le single, ainsi qu'une version remixée. Son clip vidéo fait partie d'une série de clips du groupe inspirés de cauchemars, celui-ci de sa chanteuse Keiko.
La chanson figurera dans une version remaniée ("album version") sur le quatrième album du groupe, Relation, qui sortira trois mois plus tard, ainsi que par la suite sur ses compilations Cruise Record de 1999, 8 Years: Many Classic Moments de 2002, Globe Decade de 2005, Complete Best Vol.2 de 2007, et 15 Years -Best Hit Selection- de 2010. 
Elle sera aussi remixée sur ses albums de remix Euro Global de 2000, Global Trance 2 de 2002, Global Trance Best de 2003, House of Globe de 2011, EDM Sessions de 2013.

## Liste des titres
Les chansons sont écrites, composées et arrangées par Tetsuya Komuro, et sont coécrites par Marc et mixées par Eddie DeLena.
| CD    | CD                                                                    | CD                    | CD    | CD | CD | CD | CD | CD | CD |
| No    | Titre                                                                 | Description           | Durée |    |    |    |    |    |    |
| ----- | --------------------------------------------------------------------- | --------------------- | ----- | -- | -- | -- | -- | -- | -- |
| 1.    | Wanna Be a Dreammaker (Straight Run) (wanna Be A Dreammaker ...)      | Version originale     | 5:34  |    |    |    |    |    |    |
| 2.    | Wanna Be a Dreammaker (Sigmund Freud Mix) (wanna Be A Dreammaker ...) | Version remixée       | 7:12  |    |    |    |    |    |    |
| 3.    | Wanna Be a Dreammaker (Instrumental) (wanna Be A Dreammaker ...)      | Version instrumentale | 5:34  |    |    |    |    |    |    |
| 18:20 |                                                                       |                       |       |    |    |    |    |    |    |